# Gotfrido
Gotfrido, in tedesco Gotfrid, Gotefrid, Gotefred o Gottfried, in latino Gotfridus o Cotefredus, (... – 709) fu duca alemanno fino alla morte.

## Biografia
Della stirpe degli Agilolfingi, fu il padre di Lantfrido, Teudebaldo, duchi degli Alemanni, e di Odilone, duca dei Bavari.
Secondo un documento dell'anno 700, Gotfrido donò il villaggio di Biberburg alla cella di San Gallo su richiesta del sacerdote Magulfus a Cannstatt: essa è la prima attestazione di un'attività cenobitica continua attorno alla tomba del santo, in cui venne poi eretta l'omonima abbazia.
Gotfrido riconobbe l'autorità dei Merovingi, ma fu fortemente ostile ai maggiordomi di palazzo franchi e difese l'autonomia del suo ducato contro il loro potere centrale, favorendo le tensioni tra i maggiorenti franchi e Pipino II di Héristal.
Quando Gotfrido morì nel 709, i suoi figli Lantfrido e Teudebaldo rivendicarono congiuntamente l'ufficio ducale.

## Famiglia e figli
Gotfrid sposò una figlia del duca bavarese Teodone I. Essi ebbero:
- Lantfrido, duca degli Alemanni assieme a Teudebaldo;
- Teudebaldo, duca degli Alemanni assieme a Lantfrido fino alla sua morte;
- Odilone († 8 gennaio 748), duca di Baviera;
- Huoching, (*intorno al 675 - † 744), membro della casa ducale degli Alemanni;
- Regarde, che sposò Ildeprando (Hildeprand), duca di Spoleto;
- Liutfrido.